# 大阪空港ホテル
大阪空港ホテル（おおさかくうこうホテル、英: Osaka Airterminal Hotel）は、大阪府豊中市に所在するホテル。大阪国際空港内唯一のホテルであり、空港ターミナルビル中央ブロックに所在する。2010年（平成22年）3月25日開業。
かつては、阪急阪神ホテルズが運営し「大阪エアポートホテル」として営業していた。

## 沿革
- 2006年（平成18年）9月3日 - 大阪エアポートホテルとしての営業を終了[1]し、空きテナントとなる
- 2009年（平成21年）
  - 4月 - ホテルとして営業再開する為に、全面改修工事開始[2]
  - 12月 - 大阪空港ホテルとして2010年3月25日にオープンすると公表[3]
- 2010年（平成22年）
  - 1月5日 - 予約受付開始
  - 3月25日 - 開業